# Pseudodiacantha macklottii
Pseudodiacantha macklottii är en insektsart som först beskrevs av Haan 1842.  Pseudodiacantha macklottii ingår i släktet Pseudodiacantha och familjen Diapheromeridae. Inga underarter finns listade i Catalogue of Life.